# كريس ريس
كريس ريس (بالإنجليزية: Chris Reis)‏ هو لاعب كرة قدم أمريكية أمريكي، ولد في 19 سبتمبر 1983 في روزويل في الولايات المتحدة.

## وصلات خارجية
- كريس ريس على موقع مرجع كرة القدم المحترفة.كوم (الإنجليزية)